# Stuart Hall (Boxer)
Stuart Hall (* 24. Februar 1980 in Darlington, England) ist ein britischer Boxer im Bantamgewicht. Er wird von Michael Marsden trainiert.

## Profikarriere
Im Jahre 2008 begann er erfolgreich seine Profikarriere. Am 21. Dezember 2013 boxte er gegen Vusi Malinga um den Weltmeistertitel des Verbandes IBF und siegte durch einstimmigen Beschluss. Im darauffolgenden Jahr verteidigte er diesen Gürtel durch „technische Entscheidung“ in Runde 2 und verlor ihn an Paul Butler durch geteilte Punktentscheidung.